# Муншигандж
Муншигандж (бенг. মুন্সীগঞ্জ) — город и муниципалитет в центральной части Бангладеш, административный центр одноимённого округа и подокруга Муншигандж-Садар. Площадь города равна 14,17 км². По данным переписи 2001 года, в городе проживало 52 071 человек, из которых мужчины составляли 51,62 %, женщины — соответственно 48,38 %. Плотность населения равнялась 3674 чел. на 1 км². Уровень грамотности взрослого населения составлял 49,3 % (при среднем по Бангладеш показателе 43,1 %).